# Похититель тел
«Похититель тел» (фр. Corps à corps) — триллер французского режиссёра Франсуа Ансса, снятый в 2003 году.

## Сюжет
Стриптизёрша Лора встречает ландшафтного архитектора Марко, который готов на ней жениться. Радуясь возможности начать новую жизнь, девушка соглашается. Однако по дороге она попадает в аварию, но вновь появившиеся шрамы не беспокоят её возлюбленного. Молодая чета счастливо живёт в загородном доме под Ниццей около 6 лет, у них рождается сын Жанно, но когда мальчик идёт в школу, в его поведении появляются странности.
Лора начинает выяснять что происходит с сыном, но при этом узнаёт страшную тайну — её муж на самом деле не архитектор, а талантливый хирург. Некогда его жена и дочь попали в аварию, но он сохранил их тела, затем случайно нашёл девушку, которая по комплексу HLA феноменально совпадает с его супругой (ей и оказалась Лора). Тогда Марко подстроил аварию, а после этого провёл операцию по соединению двух тел. По достижении Жанно шести лет он собирается соединить тело мальчика и своей дочери Жанны, но Лоре удаётся воспрепятствовать этому…

## В ролях
| Актёр                | Роль                           |
| -------------------- | ------------------------------ |
| Эммануэль Сенье      | Лора Бартелли                  |
| Филипп Торретон      | Марко Тиссеран                 |
| Клеман Брийян        | Жанно                          |
| Виттория Сконьямильо | Дорис                          |
| Иоланда Моро         | сотрудница института           |
| Марк Дюре            | доктор Ассери                  |
| Морис Лами           | хозяин стрип-клуба «Moon Side» |
| Люсьен Жером         | служащий EDF                   |
| Кристиан Перейра     | профессор Марселлен            |
| Элоиз Бон            | аптекарь                       |
| Тони Готье           | полицейский бригадир           |

## Награды
- 2003 — приз критики фестиваля полицейских фильмов в Коньяке
- 2003 — номинация на приз Золотой ирис фестиваля европейских фильмов в Брюсселе
- 2004 — приз фестиваля в Авиньоне